# Liste der politischen Parteien in Israel
- Ra'am: 5
- Chadasch: 5
- Avoda: 4
- JA: 24
- MM: 12
- JB: 6
- Likud: 32
- Schas: 11
- VTJ: 7
- RZ: 14

Das politische Leben in Israel ist durch eine große Parteienvielfalt gekennzeichnet, die die Fülle von Interessen- und Meinungsunterschieden widerspiegelt. Dazu trug auch das bestehende Verhältniswahlrecht mit seiner sehr niedrigen Sperrklausel von zunächst 1 % bei. Sie wurde 1992 auf 1,5 %, ab 2006 auf 2,0 % und 2014 schließlich auf 3,25 % angehoben. Diese geringe Hürde erlaubt selbst kleinen politischen Gruppierungen den Einzug in die Knesset.
Aufgrund der Parteienvielfalt sind Parteispaltungen, Fusionen, Blockbildungen und Wahlbündnisse auch für nur sehr kurze Zeit keine Seltenheit in der israelischen Politik.
Neben den auch in anderen Demokratien üblichen Einteilungen in konservative, liberale, sozialistische, kommunistische und nationalistische Parteien kommen in Israel religiöse (orthodoxe) Parteien, manchmal unterteilt in sephardische und aschkenasische, vor. Hinzu kommen noch die Parteien der arabischen Minderheit in Israel sowie Parteien, die eine bestimmte jüdische Einwanderungsgruppe, z. B. aus dem Jemen oder der ehemaligen Sowjetunion, vertreten.

## Parteien in der Knesset
| Logo | Partei                                                       |  | Politische Ausrichtung                | Knesset *1)           | Bemerkung |
| ---- | ------------------------------------------------------------ |  | ------------------------------------- | --------------------- | --- |
|      | Achawa                                                       |  |                                       | 1977–1981             | Abspaltung von der Demokratischen Partei für den Wechsel, wurde Teil des Likud                                                                                    |
|      | Achdut haʿAvoda – Poʿalei Zion                               |  | sozialistisch                         | 1951–1965             | „Arbeitsunion“, spaltete sich 1946 von der Mapai ab, Vereinigung mit der ʿAvoda                                                                                   |
|      | Achi                                                         |  | rechtskonservativ, zionistisch        | 2006–2009             | |
|      | Achrajut Leʾummit                                            |  | liberal                               | 2003–2006             | Abspaltung vom Likud, wurde umbenannt in Qadima |
|      | Agudat Jisra’el                                              |  | religiös-aschkenasisch                | 1951–2006             | „Vereinigung Israel“, wurde 1912 von deutschen Juden gegründet |
|      | Alija                                                        |  | national                              | 1996–1999             | Abspaltung von der Jisraʾel beʿAlija, Vereinigung mit Jisraʾel Beitenu                                                                                            |
|      | Allgemeine Zionisten                                         |  | liberal-zionistisch                   | 1949–1961             | Gegründet 1931, Vereinigung zu der Liberalen Partei |
|      | Am Echad                                                     |  | sozialistisch                         | 1996–2006             | Abspaltung von der Avoda |
|      | Arabische demokratische Partei                               |  | sozialistisch-arabisch                | 1984–1996             | Spaltete sich von der Avoda ab, PLO-nah, wurde Teil der Vereinigten arabischen Liste                                                                              |
|      | Arabische Liste der Beduinen + Sesshafte                     |  | sozialistisch-arabisch                | 1973–1977             | Wurde Teil der Vereinigten arabischen Liste |
|      | Arabische Partei für Erneuerung (Taʿal)                      |  | sozialistisch-arabisch                | 1999–2006             | Abspaltung von der Balad, wurde Teil der Vereinigten arabischen Liste                                                                                             |
|      | Atid                                                         |  |                                       | 1992–1996             | Abspaltung von der Jiʿud |
|      | ʿAvoda                                                       |  | sozialistisch, sozialdemokratisch     | 1968–                 | „Arbeitspartei“, entstand aus der Mapai |
|      | Balad                                                        |  | linksnational-arabisch                | 1996–2021             | „Nationales demokratisches Bündnis“, arabische Partei |
|      | Chadasch                                                     |  | Kommunistisch                         | 1973–                 | „Demokratische Liste für Frieden und Gleichheit“, arabisch-jüdische Partei                                                                                        |
|      | Chaqlaʾut uFittuach                                          |  | sozialistisch-arabisch                | 1951–1961             | „Agrar und Entwicklung“, assoziiert mit der Mapai |
|      | Cherut                                                       |  | konservativ-national                  | 1949–1965             | „Freiheit“, wurde Teil der Gachal, diese wiederum später des Likud                                                                                                |
|      | Cherut – HaTnu’a HaLeumit                                    |  | konservativ-national                  | 1996–2003             | |
|      | Dasch                                                        |  | konservativ                           | 1977–1981             | „Demokratische Veränderungsbewegung“, ihr Vorsitzender war Professor Jiggaʾel Jadin                                                                               |
|      | Degel haTora                                                 |  | religiös-aschkenasisch                | 1988–2009             | „Banner der Tora“, Teil des Vereinigten Tora-Judentums |
|      | Demokratische Liste israelischer Araber                      |  | sozialistisch-arabisch                | 1951–1959             | Assoziiert mit der Mapai |
|      | Demokratisches Angebot                                       |  |                                       | 1999–2003             | Abspaltung von Israel beʿAlija |
|      | Der 3. Weg                                                   |  |                                       | 1992–1999             | rechte Abspaltung der ʿAvoda |
|      | Der richtige Weg                                             |  |                                       | 2006–2009             | 1-Mitglieder-Partei, Abspaltung von Gil |
|      | Ein Israel                                                   |  | sozialistisch                         | 1999–2003             | Wahlbündnis aus Awoda, Gesher und Meimad |
|      | Erneuerter national-religiöser Zionismus                     |  | national-religiös                     | 2003–2006             | Abspaltung von der Mafdal (Nationalreligiösen Partei) im Jahr 2005                                                                                                |
|      | Flatto-Scharon                                               |  |                                       | 1977–1981             | 1-Mitglieder-Partei |
|      | Freie Zentrumspartei                                         |  | liberal                               | 1965–1977             | |
|      | Gachal                                                       |  | nationalliberal                       | 1961–1973             | Zusammenschluss aus Cherut und Liberalen Partei, ab 1973 Teil des Likud                                                                                           |
|      | Gescher (1996)                                               |  | konservativ                           | 1996–2003             | Gegründet von David Levy |
|      | Gescher (2018)                                               |  | linksliberal                          | 2018–2019             | Gegründet von Orly Levy |
|      | Geʾullat Jisraʾel                                            |  |                                       | 1988–1992             | 1-Mitglieder-Partei, Abspaltung von Aguddat Jisraʾel |
|      | Gil - Gimlaʾei Jisraʾel laKnesset                            |  | konservativ                           | 2006–2009             | Rentner-Partei |
|      | HaʿAtzmaʾut                                                  |  |                                       | 2009–2013             | Abspaltung von der ʿAvoda im Mai 2011 |
|      | HaBajit haJehudi (Jüdisches Heim)                            |  | nationalreligiös                      | 2009–                 | Fusion der Mafdal (Nationalreligiöse Partei) mit Moledet und Tkuma                                                                                                |
|      | HaBajit haLeʾummi                                            |  | säkular                               | 2003–2006             | Entstand aus der säkularen Fraktion |
|      | HaChasit haDatit haMe’uchedet                                |  | religiös                              | 1949–1951             | "Vereinigte Religiöse Front" |
|      | HaJamin HeChadasch                                           |  | nationalkonservativ                   | 2019–2019             | Gegründet von Naftali Bennett und Ajelet Schaked |
|      | HaMachane HaMamlachti                                        |  | zionistisch, liberal                  | 2022–                 | Politisches Bündnis, das von den Parteien Kachol Lavan (Blau-Weiß), Tikwa Chadascha (Neue Hoffnung) sowie von Gadi Eisenkot und Matan Kahana ausgerufen wurde     |
|      | HaMisrachi                                                   |  | nationalreligiös                      | 1951–1955             | Wurde 1902 gegründet, ist seit 1956 Teil der Mafdal (Nationalreligiöse Partei)                                                                                    |
|      | HaʿOlam haSeh-Koach, Chadasch                                |  | sozialistisch-kommunistisch           | 1965–1973             | Gegründet von Uri Avneri, nach Abspaltungen heißt sie nun Meri |
|      | HaPo’el haMisrachi                                           |  | religiös-zionistisch                  | 1951–1955             | wurde 1922 in Jerusalem gegründet, ist seit 1956 Teil der Mafdal (Nationalreligiöse Partei)                                                                       |
|      | HaSi’a haDrusit haJisra’elit                                 |  |                                       | 1965–1969             | Drusen-Partei, Abspaltung von Schittuf weAchawa. |
|      | Ha-Tnu’a                                                     |  | liberal                               | 2013–                 | Abspaltung von der Qadima |
|      | HaZionut haDatit                                             |  |                                       | 2021–                 | Bündnis, das zur Wahl 2021 von der religiös-konservativen Partei Ha-Ichud HaLeumi – Tkuma, Otzma Jehudit („Jüdische Stärke“) und der Partei Noʿam gegründet wurde |
|      | Hitachdut HaTeimanim beJisra’el                              |  |                                       | 1949–1955             | "Vereinigung der Jemeniten in Israel" |
|      | Ichud Leʾummi – Mafdal                                       |  | nationalreligiös                      | 2006–2009             | Gemeinsame Knessetfraktion von Mafdal (Nationalreligiöse Partei) und Nationaler Union                                                                             |
|      | Israel im Zentrum                                            |  | liberal                               | 1996–1999             | Abspaltung von Avoda sowie des Wahlbündnis Likud-Gescher-Tzomet                                                                                                   |
|      | Jachad                                                       |  | sozialistisch                         | 1984–1988             | Gegründet von Ezer Weizmann, Zusammenschluss mit der Avoda |
|      | Jesch Atid                                                   |  | liberal                               | 2013–                 | |
|      | Jisraʾel Achat                                               |  |                                       | 1977–1981             | Ein Israel, 1-Mitglieder-Partei |
|      | Jisra’el ba-Alija                                            |  | national                              | 1996–2006             | Partei der russischen Einwanderer, wurde Teil des Likud |
|      | Jisra’el Beitenu                                             |  | national, säkular                     | 1999–                 | Partei der russischen Einwanderer |
|      | Ji’ud                                                        |  | national                              | 1992–1996             | Abspaltung von der Tzomet |
|      | Kach                                                         |  | rechtsextrem                          | 1984–1988             | Gegründet 1973, Ausschluss von der Wahl 1988, Verbot 1994 |
|      | Kulanu                                                       |  | sozial-konservativ                    | 2015–                 | Abspaltung vom Likud |
|      | Labour-Meimad                                                |  | sozialistisch                         | 1999–2009             | Parlamentarische Gruppe, spaltete sich wieder |
|      | Libralim ʿAtzmeʾijjim                                        |  | linksliberal                          | 1961–1981             | Unabhängige Liberale |
|      | Likud                                                        |  | konservativ-national                  | 1973–                 | Zusammenschluss aus Gahal und drei nationalen Parteien, 2005 spaltete sich die Qadima ab.                                                                         |
|      | Mafdal (Nationalreligiöse Partei)                            |  | religiös-national                     | 1955–2006             | |
|      | Mafdal – HaTzionut HaDatit                                   |  | religiös-konservativ, nationalistisch | 2023–                 | |
|      | Maki                                                         |  | kommunistisch                         | 1949–1973             | 1948 gegründet. Führte in der Knesset eher ein Schattendasein, wurde Teil der Chadasch.                                                                           |
|      | Mapai                                                        |  | sozialistisch, sozialdemokratisch     | 1949–1968             | Mifleget Poʿalei Jisraʾel, Arbeitsbewegung Israels, gegründet 1930, ging in der Avoda auf.                                                                        |
|      | Mapam                                                        |  | sozialistisch                         | 1949–1992             | Mifleget haPoʿalim haMeʾuchedet – Vereinigte Partei der Arbeiter, verbunden mit der Kibbuzbewegung und der Histadrut, wurde Teil der Schinnui                     |
|      | Mechaney Smol leJisraʾel (Linkes Lager Israels, kurz Scheli) |  | sozialistisch                         | 1977–1981             | Bündnis aus Moked, Meri und weiteren Gruppen |
|      | Meimad                                                       |  | sozialdemokratisch-religiös           | 2006–2009             | Wurde 1988 gegründet, Teil von Ein Israel und Labor-Meimad |
|      | Meretz                                                       |  | sozialistisch                         | 1988–2003, 2009–2021  | |
|      | Meretz-Jachad                                                |  | sozialistisch                         | 2003–2009             | Zusammenschluss aus Yachad und Teilen des Meretz-Blocks |
|      | Miflaga Liberalit Jisra’elit                                 |  | liberal                               | 1959–1965             | |
|      | Miflaga Progresivit                                          |  | liberal                               | 1949–1961             | "Progressive Partei" |
|      | Mifleget ha-Merkas                                           |  | Zentrum                               | 1999–2003             | Partei des Zentrums |
|      | Moked                                                        |  | sozialistisch-zionistisch             | 1969–1977             | Abspaltung von der Maki, wurde Teil der Sheli |
|      | Moked                                                        |  | national-religiös                     | 1984–1988             | Wurde in Poʿalei Aguddat Jisraʾel umbenannt |
|      | Moledet                                                      |  | national                              | 1988–1999, 2006–2009  | |
|      | Moria                                                        |  |                                       | 1988–1992             | Ein-Mitglied-Partei, Abspaltung von der Schas |
|      | National arabische Liste                                     |  | national-arabisch                     | 1999–2003             | Abspaltung von der Vereinigten arabischen Liste |
|      | Nationale Liste                                              |  |                                       | 1969–1973, 1977–1981  | Gegründet von David Ben Gurion, spaltete sich mehrmals |
|      | Nationale Union (Ichud Leʾummi)                              |  | national                              | 1999–2006, 2009 -lfd. | |
|      | Neue Bewegung – Meretz                                       |  | sozialistisch                         | 2009–2021             | Vereinigung aus Meretz und Neue Bewegung |
|      | Noam                                                         |  | religiös-konservativ                  | 2021–                 | |
|      | Ometz                                                        |  | National                              | 1984–1988             | Wurde Teil des Likud |
|      | Otzma Jehudit                                                |  | religiös-nationalistisch              | 2021–                 | |
|      | Partei für nationale Erneuerung                              |  | national                              | 1977–1984             | Abspaltung vom Likud, zerbrach wieder |
|      | Partei für soziale Erneuerung                                |  |                                       | 1981–1984             | |
|      | Poalei Agudat Jisra’el                                       |  | religiöse Arbeiterpartei              | 1951–1981             | Aufgegangen in der Agudat Jisra’el |
|      | Progressive Partei für Frieden                               |  | arabisch-jüdisch                      | 1984–1992             | Wurde nicht mehr in die 13. Knesset gewählt |
|      | Qadima                                                       |  | liberal                               | 2003–2015             | Abspaltung vom Likud am 23. November 2005, 2015 aufgelöst |
|      | Qidma waʿAvodah                                              |  | sozialistisch-arabisch                | 1951–1955             | Assoziiert mit der Mapai |
|      | Qidma uFittuach                                              |  | arabisch                              | 1959–1977             | Assoziiert mit Mapai und Avoda, wurde Teil der Vereinigten arab. Liste                                                                                            |
|      | Raʿam – Taʿal                                                |  | arabisch                              | 2006–                 | Zusammenschluss der Vereinigten arabischen Liste und der Arabischen Partei für Erneuerung.                                                                        |
|      | Rafi                                                         |  | links                                 | 1961–1969, 1977–1984  | Wurde von David Ben Gurion gegründet |
|      | Rakah                                                        |  | kommunistisch                         | 1961–1977             | Abspaltung von der Maki |
|      | Ratz                                                         |  | Bürgerrechtsbewegung                  | 1973–1992             | Wurde Teil des Meretz-Blocks, seit 1997 wieder eigenständig |
|      | Reschima Demokratit schel Natzrat                            |  | arabisch                              | 1949–1951             | Demokratische Liste Nazareth |
|      | Reschimat haLochamim                                         |  | national                              | 1949–1951             | |
|      | Säkulare Zionisten                                           |  | säkular-liberal                       | 2003–2006             | [ 2 ] |
|      | Schas                                                        |  | Religiös-sephardisch                  | 1984–                 | Spharadim Schomrei Torah, Partei der sephardischen und orientalischen Einwanderer                                                                                 |
|      | Schwarze Panther                                             |  |                                       | 1988–1992             | Abspaltung von der Chadasch, Soziale Protestbewegung |
|      | Schinui                                                      |  | liberal-säkular                       | 1977–1992, 1996–1999  | War Teil des Meretz-Block |
|      | Schinui – Die säkulare Bewegung                              |  | liberal-säkular                       | 1999–2006             | Ging in der säkularen Fraktion auf |
|      | Schittuf weAchawa                                            |  | sozialistisch-arabisch                | 1959–1973             | |
|      | Schittuf uFittuach                                           |  | arabisch                              | 1965–1969             | 1-Mitglied-Partei |
|      | Sfaradim weʿAdot haMisrach                                   |  |                                       | 1949–1955             | Partei der Sephardim und Mizrachim |
|      | Schlomtzion                                                  |  | Konservativ                           | 1977–1981             | Von Ariel Scharon gegründet, vereinigte sich mit der Cherut und wurde so Teil des Likud.                                                                          |
|      | Sozial-demokratische Fraktion                                |  | sozialistisch, sozialdemokratisch     | 1973–1977             | Abspaltung von der Ya`ad |
|      | Tami                                                         |  | religiös                              | 1981–1988             | sephardisch, Abspaltung der Nationalreligiösen Partei, verlor viele Mitglieder an die Schas.                                                                      |
|      | Techija (Banai)                                              |  | national                              | 1977–1992             | |
|      | Tkuma                                                        |  | religiös-nationalistisch              | 1996–1999             | Wurde Teil der Ichud haLeʾummi |
|      | Tzomet                                                       |  | national                              | 1984–1999             | Wurde von Rafael Eitan 1983 gegründet |
|      | Unions-Partei                                                |  |                                       | 1977–1981             | |
|      | Vereinigte Arabische Liste                                   |  | arabisch                              | 1973–1981             | Zusammenschluss von Qidma uFittuach und der Arab. Liste für Beduinen und Sesshafte                                                                                |
|      | Vereinigte Arabische Liste                                   |  | arabisch                              | 1996–2006             | Auch Raʿam, Zusammenschluss von Arabische Demokratische Partei und Islamische Bewegung Israel.                                                                    |
|      | Vereinigte Tora Front                                        |  | religiös                              | 1955–1961, 1973–1977  | Parteienbündnis aus Aguddat Israel und Poʿalei Aguddat Jisraʾel                                                                                                   |
|      | Vereinigtes Thora-Judentum                                   |  | religiös-aschkenasisch                | 1992–                 | Auch Jahadut haTora, Wahlbündnis aus Aguddat Jisraʾel und Degel haTora                                                                                            |
|      | Vereinte Liste                                               |  | arabisch                              | 2015–2021             | Wahlbündnis aus Balad, Chadasch, Taʿal und der Vereinigten Arabischen Liste.                                                                                      |
|      | Wizo                                                         |  |                                       | 1949–1951             | Partei der Women’s International Zionist Organisation |
|      | Yaʿad                                                        |  |                                       | 1977–1981             | 1-Mitglieder-Partei, Abspaltung von der Dash. |
|      | Yamin Israel                                                 |  | national                              | 1995–1996             | Ein-Mitglied-Partei |
|      | Zionism Liberalism Equality                                  |  | liberal-zionistisch                   | 2015–2019             | Zionismus, Liberalismus, Gleichberechtigung; Ein-Mitglieder-Partei, Abspaltung von der Schinnui 2005                                                              |
|      | Zionistische Union                                           |  | sozialliberal                         | 2015–2019             | Wahlbündnis aus Awoda und Ha-Tnu’a; aufgekündigt am 1. Januar 2019                                                                                                |

## Andere Parteien
Weitere Parteien, die bisher nicht in der Knesset vertreten waren, weil sie bei den Wahlen die Sperrklausel nicht überspringen konnten.
- Ale Jarok („Grünes Blatt“)
- Bechira Demokratit
- haJerukim (Grüne Partei)
- haOlam haZeh
- Piratim

## Politische Jugendbewegungen
- Betar (assoziiert mit Likud)
- Bne Akiwa (assoziiert mit der Nationalreligiösen Partei)
- Hashomer Hatzair (zionistisch-sozialistische Jugendbewegung)
- Histadrut ha-No’ar ha-Owed we-ha-Lomed (zionistisch-sozialistische Jugendbewegung)
- Noar Awoda (assoziiert mit der Arbeitspartei)
- Noar Moledet (assoziiert mit Moledet)
- Noar Yachad (assoziiert mit Meretz)

## Weblink
- Tsafrir Cohen: Israel vor den Wahlen: Die Hegemonie des rechten Lagers. In: Rosa Luxemburg Stiftung Israel Office. 22. März 2019. Abgerufen am 30. April 2019.